# Keiji Shirahata
Keiji Shirahata (jap. 白幡圭史 Shirahata Keiji; ur. 8 października 1973 w Kushiro) – japoński łyżwiarz szybki, wielokrotny medalista mistrzostw świata.

## Kariera
Pierwszy sukces w karierze Keiji Shirahata osiągnął w 1991 roku, kiedy zdobył brązowy medal w wieloboju podczas mistrzostw świata juniorów w Calgary. Wynik ten powtórzył na rozgrywanych dwa lata później mistrzostwach świata juniorów w Baselga di Pinè. W 1995 roku wywalczył srebrny medal na wielobojowych mistrzostwach świata w Baselga di Pinè, przegrywając tylko z Rintje Ritsmą z Holandii. Kolejne dwa medale zdobył rok później, plasując się na drugim miejscu w biegu na 5000 m podczas dystansowych mistrzostw świata w Hamar i trzecim na wielobojowych mistrzostwach świata w Inzell. Srebrny medal zdobył też na mistrzostwach świata w wieloboju w Nagano w 1997 roku, ulegając tylko Holendrowi Idsowi Postmie. Ostatni medal zdobył w 2000 roku, zajmując trzecie miejsce w biegu na 5000 m podczas dystansowych mistrzostw świata w Nagano. W zawodach tych wyprzedzili go jedynie Gianni Romme i Bob de Jong z Holandii. Wielokrotnie stawał na podium zawodów Pucharu Świata, odnosząc trzy zwycięstwa: 2 grudnia 1995 roku w Heerenveen i 18 stycznia 1997 roku w Baselga di Pinè wygrywał na 1500 m, a 3 grudnia 1995 roku w Heerenveen zwyciężył w biegu na 5000 m. Najlepsze wyniki osiągnął w sezonie 1994/1995, kiedy był drugi w klasyfikacji 5000/10 000 m. W tej samej klasyfikacji był też trzeci w sezonie 1995/1996. W 1992 roku wystartował na igrzyskach olimpijskich w Albertville, gdzie jego najlepszym wynikiem było 18. miejsce w biegu na 10 000 m. Na rozgrywanych sześć lat później igrzyskach w Nagano był między innymi siódmy na dystansie 5000 m. Brał też udział w igrzyskach w Salt Lake City w 2002 roku, zajmując czwarte miejsce w biegu na 10 000 m. Walkę o medal przegrał tam z Norwegiem Lasse Sætreem. W 2002 roku zakończył karierę.